# 熱型
熱型（ねっけい、ねつけい、英: fever type）は、時間とともに変化する発熱の程度をいくつかのタイプに分類したものであり、診断する上での材料となる。

## 定義
解熱剤や抗生剤を用いず、患者の体温の推移を測定し、それをいくつかの類型に分類したものである。

## 診断的意義
一部の伝染病では特異的な熱型を示し、なかには熱型を見ただけで、診断がつくものもあった。
公衆衛生の向上により伝染病の割合が減少したことや効果的な抗生剤の出現と及び診断機器の進歩により、熱型の役割は限定的なものとなってきている。
しかし、このような現代の診療においても、診断に苦慮する場合に熱型表が診断の一助となることもある。

## 分類と代表的疾患
稽留熱
日差1℃以内で持続	　　大葉性肺炎、腸チフス、ブルセラ症、粟粒結核
弛張熱
日差1℃以上で、最低体温が37℃以上　　敗血症、膿瘍、膠原病、成人still病
間欠熱
高熱期と無熱期の日差が1℃以上で最低体温が37度以下　　マラリア、敗血症、Felty症候群
回帰熱
1ないし数日の正常体温期の間に短期間の有熱期	ボレリア感染、Hodgkinリンパ腫
周期熱
規則的な周期を持つマラリア（3日熱、4日熱）
波状熱
有熱期と無熱期が不規則に交互に現れる　　ブルセラ症

## 問題
熱型を判断している間は、治療的関わりなしとなるため、患者は高熱による苦痛などを被ることになる。
こうしたことをうけ、発熱が見られただけで確定診断に至る前からすぐに解熱剤を投与されたりするため、結果的に診断に苦慮して患者の病悩期間を引き延ばすという懸念がある。

## 現状
熱型以外の臨床所見から診断が確定できる疾患に関しては、患者の苦痛を可及的速やかに取り除くため、解熱剤や抗生剤を早期に使用する一方、発熱以外に臨床症状に乏しい不明熱では、熱型の観察に努める事により起炎菌などの発熱の原因を探索するといった戦略がとられている。